# Tachibana Ayumu
Ayumu Tachibana (sinh ngày 4 tháng 11 năm 1995) là một cầu thủ bóng đá người Nhật Bản.

## Sự nghiệp câu lạc bộ
Ayumu Tachibana đã từng chơi cho Yokohama FC.